# Умершие в марте 2010 года
Это список известных людей, соответствующих установленным критериям значимости (см. Википедия:Критерии значимости персоналий), умерших в марте 2010 года.
Причина смерти указывается лишь в исключительных случаях (убийство, самоубийство, гибель в результате военных действий, смертная казнь, ДТП или несчастные случаи). В остальных случаях — не указывается.

## Список

### 1 марта

Виктор Луферов

- Балканский, Александр Иванович (81) — советский и российский актёр театра и кино, Заслуженный артист Российской Федерации. [www.kino-teatr.ru/kino/acter/m/sov/45878/bio/]
- Москаленко, Василий Васильевич (71) — советский футболист, нападающий.
- Дмитриева, Татьяна Борисовна (58) — министр здравоохранения Российской Федерации (1996—1998), директор Государственного научного центра социальной и судебной психиатрии им. В. П. Сербского[1].
- Ильюшин, Владимир Сергеевич (82) — советский российский лётчик-испытатель, Герой Советского Союза, заслуженный лётчик-испытатель СССР, сын авиаконструктора С. В. Ильюшина[2].
- Лозин, Тимофей Ермолаевич (82) — советский строитель, Герой Социалистического Труда (1981), лауреат Государственной премии (1980)[3].
- Луферов, Виктор Архипович (64) — российский поэт, музыкант, бард; рак[4].
- Сафарова, Лютфия (67) — азербайджанская актриса. [www.kino-teatr.ru/teatr/acter/post/266085/bio/]

### 2 марта
- Сиед, Али (67) — индийский спортсмен, чемпион летних Олимпийских игр (1964) по хоккею на траве[5].
- Аллербергер, Йозеф (85) — австрийский снайпер[6]. Архивная копия от 20 июля 2011 на Wayback Machine
- Блансетт, Мелва (85) — американская актриса[7].
- Игорь Дубровицкий (84) — русский советский радиожурналист и писатель-публицист.
- Дрэйтон, Отис Пол (70) — американский легкоатлет, олимпийский чемпион Игр в Токио (1964) в эстафете 4×100 м серебряный призёр в беге на 200 м; рак[8].
- Корнильев, Вадим Николаевич (86) — советский и российский оператор-постановщик[9].
- Вячеслав Маркин (86) — военный лётчик, Герой Советского Союза.
- Саид Бурятский (Александр Тихомиров) (28) — идеолог и духовный лидер боевиков на Северном Кавказе; уничтожен в ходе спецоперации[10].
- Суров, Николай Васильевич (62) — советский гребец, участник летних Олимпийских игр в Мехико (1968)[11]. Архивная копия от 25 октября 2012 на Wayback Machine
- Форселиус, Эмиль (35) — шведский актёр, самоубийство[12].
- Хасанов, Ибрагим Ризоевич (72) — двукратный чемпион Европы по гребле (1961-62 годы), серебряный призёр чемпионата мира (1962) и 11-кратный СССР, был первым олимпийцем из Таджикистана (Рим, 1960, Токио, 1964), первый президент Олимпийского комитета Таджикистана (1992—1995)[13].
- Шомоев, Клим Кириллович (79) — Председатель Президиума Верховного Совета Бурятской АССР (1987—1990)[14].

### 3 марта

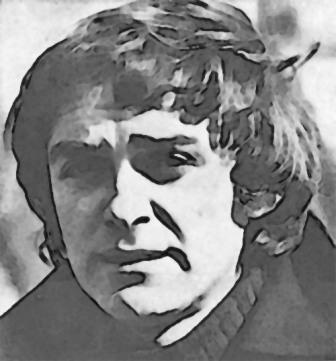
Момо Капор

- Артюхин, Александр Алексеевич (70) — Герой России (1996). Заслуженный лётчик-испытатель СССР (1989)[15].
- Гинецинский, Даниил Ильич (91) — русский трубач, заслуженный артист РСФСР (1968)[16].
- Долина, Мария Ивановна (88) — советская лётчица, Герой Советского Союза[17].
- Исаакян, Левон Геворкович (101) — советский кинорежиссёр. [www.kino-teatr.ru/kino/director/sov/8406/bio/]
- Капор, Момо (72) — сербский писатель и художник[18].
- Квицинский, Юлий Александрович (73) — депутат Государственной думы России (с 2003), первый заместитель министра иностранных дел СССР (1991)[19].
- Ленский, Андрей Юрьевич (38) — российский журналист, главный редактор журнала «Лучшие компьютерные игры»[20].
- Петров, Анатолий Алексеевич (72) — советский режиссёр, художник-мультипликатор[21].
- Степанов, Юрий Константинович (42) — советский и российский актёр театра и кино; погиб в ДТП[22].
- Строхмейер, Джон (85) — американский журналист, лауреат Пулитцеровской премии (1972)[23].
- Тюрин, Олег Григорьевич (73) — заслуженный мастер спорта СССР, чемпион Олимпийских игр в Токио (1964) по академической гребле[24].
- Фут, Майкл (96) — лидер Лейбористской партии Великобритании (1980—1983)[25].

### 4 марта
- Ардзинба, Владислав Григорьевич (64) — председатель Верховного Совета Абхазии (1990—1994), президент Республики Абхазия (1994—2005)[26].
- Баскин, Григорий Ефимович (67) — народный артист России (2000), главный режиссёр петербургского «Гигант-Холла»[27].
- Кондо, Тэцуо (80) — японский политический деятель, министр труда (1991—1992)[28].
- Крупенко, Игорь Васильевич – оперный певец. Заслуженный артист Украины
- Мартин, Нэн (82) — американская актриса[29].
- Ньюман, Роджер (69) — американский актёр и сценарист[30].
- Фиуза, Жоаким (102) — португальский яхтсмен, бронзовый призёр летних Олимпийских игр (1952) в классе «Звёздный»[31]. Архивная копия от 30 января 2012 на Wayback Machine
- Чеботарёв, Владимир Александрович (88) — советский кинорежиссёр, заслуженный деятель искусств РФ[32].

### 5 марта
- Афанасий Ахрем (96) — белорусский советский химик-биоорганик.
- Бигеев, Абдрашит Мусеевич (92) — профессор Магнитогорского государственного технического университета, доктор технических наук, заслуженный деятель науки и техники РСФСР[33].
- Граве, Александр Константинович (89) — советский и российский актёр театра и кино, народный артист РСФСР (1971)[34].
- Пирс, Чарльз Б (71) — американский сценарист, режиссёр, продюсер и художник по декорациям[35].
- Розсоха, Леонид Семёнович (68) — художник кино. [www.kino-teatr.ru/kino/painter/ros/29932/bio/]
- Рончеи, Альберто (83) — итальянский политический деятель, министр культуры (1993—1994)[36].
- Уайлер (Стэпли) Ричард (86) — американский актёр[37].

### 6 марта

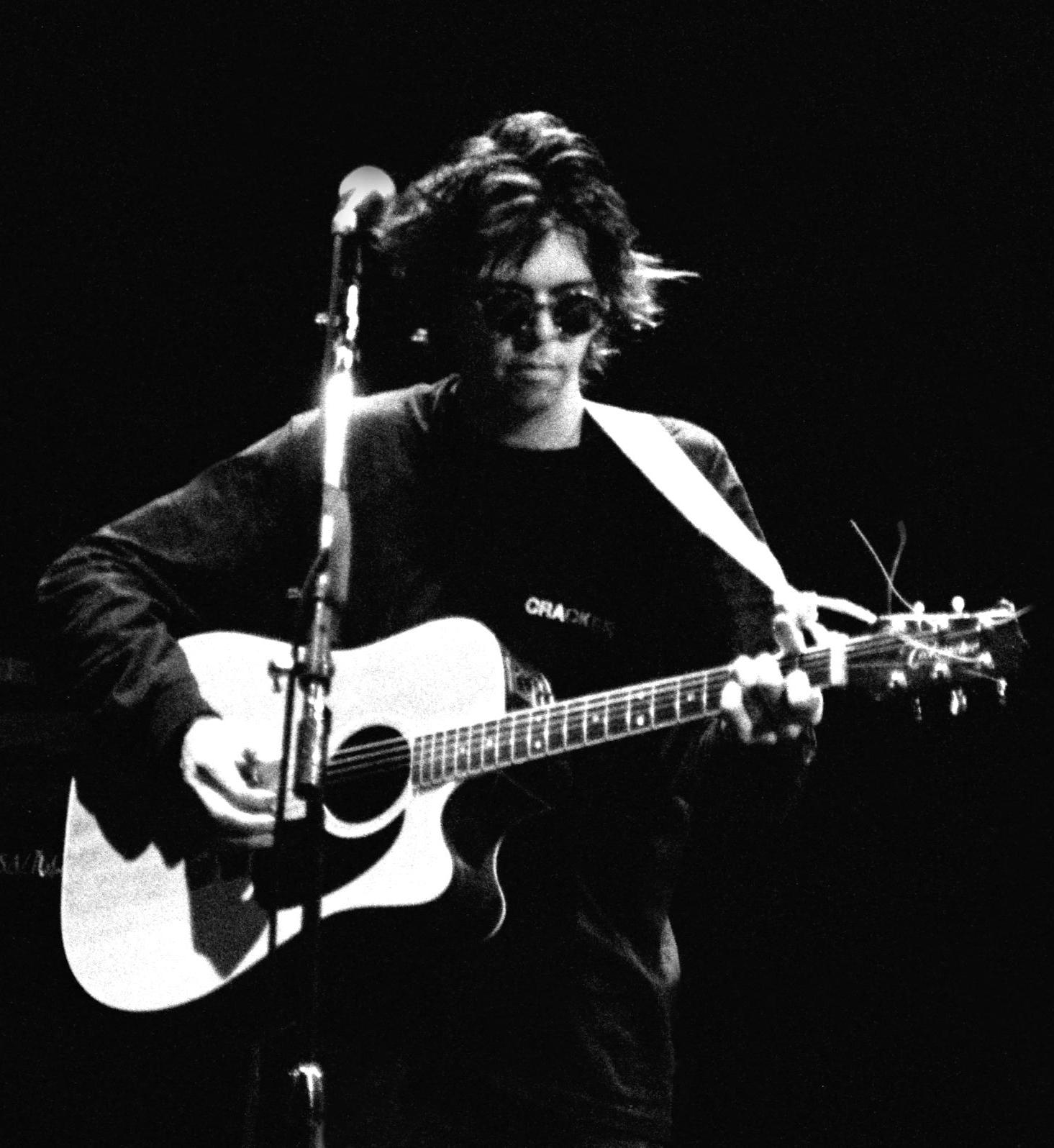
Марк Линкус

- Идахор, Эндуранс (25) — нигерийский футболист; сердечная недостаточность[38].
- Линкус, Марк (47) — американский музыкант, лидер «Sparklehorse»; самоубийство[39].
- Пачеко, Денер (27) — бразильский актёр[40].
- Петтерссон, Рональд (74) — шведский хоккеист, чемпион мира 1957 и 1962 гг[41].

### 7 марта

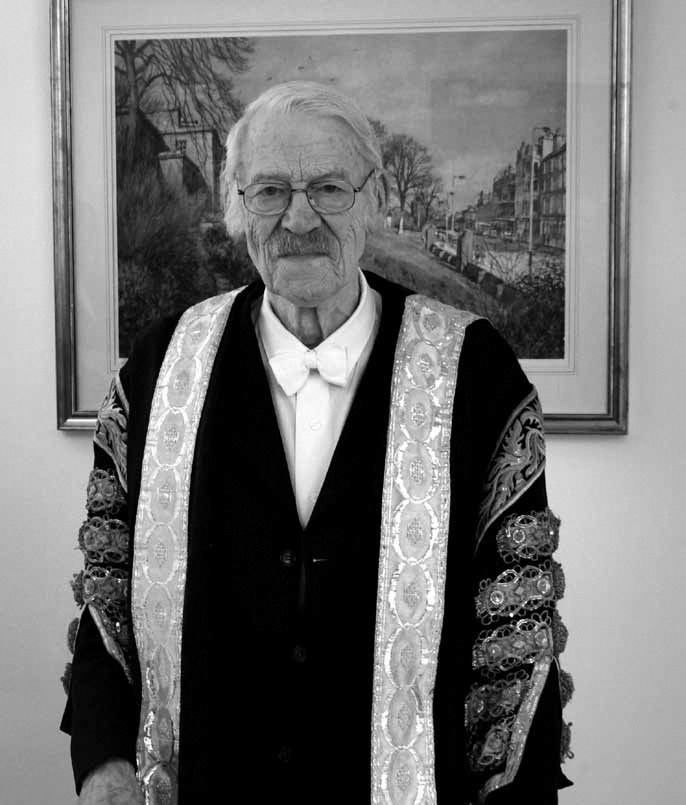
Кеннет Довер

- Довер, Кеннет Джеймс (89) — британский антиковед, член Британской академии и её президент (1978—1981)[42].
- Кулунду, Ньютон (61) — кенийский политик, министр труда (2006—2008)[43].
- Лазарев, Михаил Семёнович (79) — доктор исторических наук, профессор, заведующий сектором курдоведения Института востоковедения Российской академии наук[44].
- Микоян, Серго Анастасович (80) — историк, ведущий научный сотрудник Института мировой экономики и международных отношений РАН, сын А. И. Микояна[45].
- Ока, Ида Багус (74) — индонезийский губернатор Бали (1988—1993)[46].
- Рэй, Мэри Жозефина (114) — американская долгожительница, старейшая в США[47].
- Стайтс, Ричард (78) — американский учёный-историк и писатель[48].
- Топалов, Патрик (65) — французский актёр[49].

### 8 марта
- Бакиров, Эрнест Александрович (79) — заместитель, первый заместитель премьера Правительства Москвы (1992—1999)[50].
- Бескова, Валерия Николаевна (80) — актриса, вдова Константина Бескова[51].
- Доннер, Бобби (33) — немецкий певец, ведущий кандидат на участие в конкурсе Евровидение 2010 от Германии; инфаркт[52].
- Зацепин, Георгий Тимофеевич (92) — российский физик, академик РАН[53].
- Ими, Тони (72) — британский кинооператор[54].
- Лапебье, Ги (93) — французский велогонщик, двукратный олимпийский чемпион и серебряный призёр летних Олимпийских игр в Берлине (1936)[55] Архивировано 8 декабря 2012 года.  (недоступная ссылка)</ref>.
- Мишин, Виталий Матвеевич (51) — российский эстрадный исполнитель, заслуженный артист России (1995)[56].
- Рубин, Бенджамин (93) — американский микробиолог, изобретатель раздвоенной иглы, для прививки против оспы[57].
- Траоре, Махама Джонсон (68) — сенегальский кинорежиссёр[58].

### 9 марта

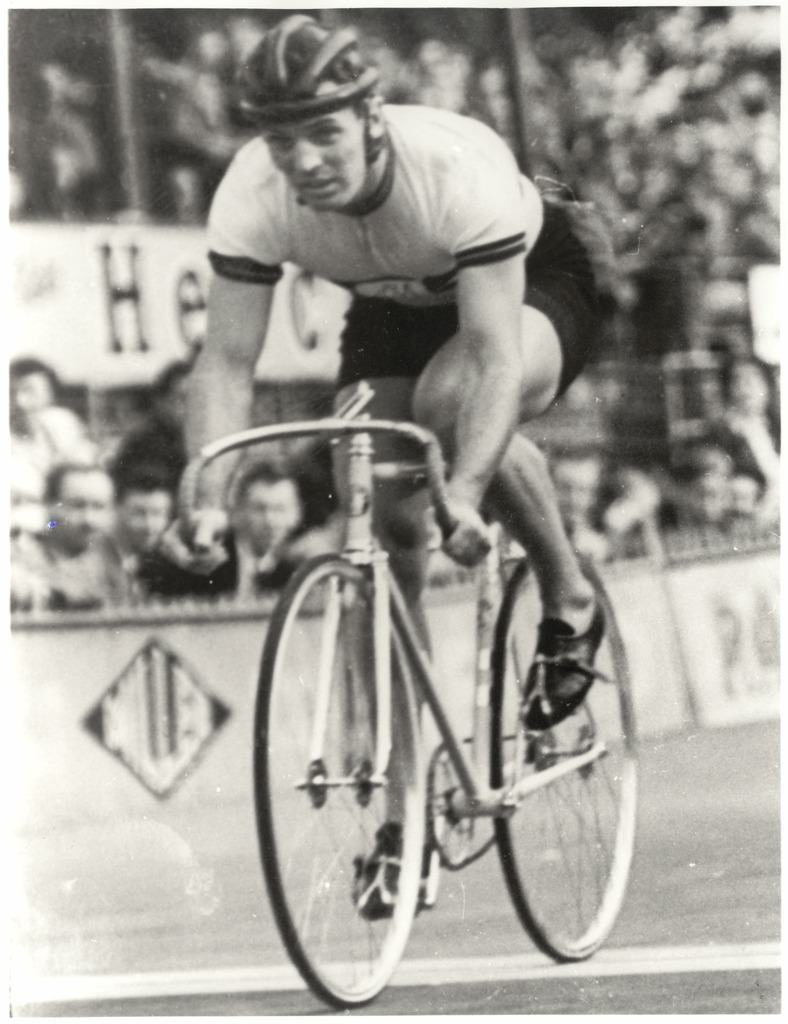
Лионель Кокс

- Амбарцумов, Евгений Аршакович (80) — депутат Государственной думы России первого созыва, посол России в Мексике (1994—1999)[59].
- Виттенберг, Генри (91) — американский борец, олимпийский чемпион по вольной борьбе на летних Олимпийских играх в Лондоне (1948), серебряный призёр на летних Олимпийских играх в Хельсинки (1952)[60].
- Гутьеррес, Тереса (81) — колумбийская актриса[61].
- Керебель, Жан (91) — французский легкоатлет, серебряный призёр Олимпиады в Лондоне (1948) в эстафете 4×400 метров[62].
- Кокс, Лионель (79) — австралийский велогонщик, чемпион и серебряный призёр Олимпийских игр в Хельсинки (1952)[63].
- Шапаров, Пётр Иванович (40) — юный советский актёр «Анискин и Фантомас» — Витя Матушкин. [www.kino-teatr.ru/kino/acter/c/sov/26384/works/]
- Нарокоби, Бернарл (72) — министр юстиции (1988—1992) и министр сельского хозяйства (1992—1994) Папуа — Новая Гвинея, философ[64].
- Эсперито Санто, Алда Невес (83) — сантомийский политик и поэт, президент Национальной Ассамблеи (парламента) Сан-Томе и Принсипи (1980—1991), министр[65].

### 10 марта

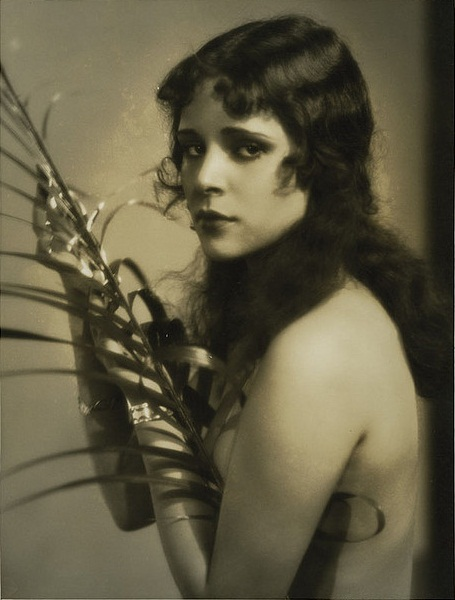
Дороти Дженис

- Борисов, Михаил Фёдорович (85) — Герой Советского Союза (1944), артиллерист[66].
- Дженис, Дороти (100) — американская актриса немого кино[67].
- Дэлл, Эвелин (92) — американская певица и актриса[68].
- Ефимов, Иван Николаевич (91) — Герой Советского Союза
- Тантави, Мухаммад Саид (81) — один из самых влиятельных исламских богословов Египта, великий муфтий Египта с 1986 по 1996 год.
- Хэйм, Кори (38) — канадский киноактёр[69].

### 11 марта

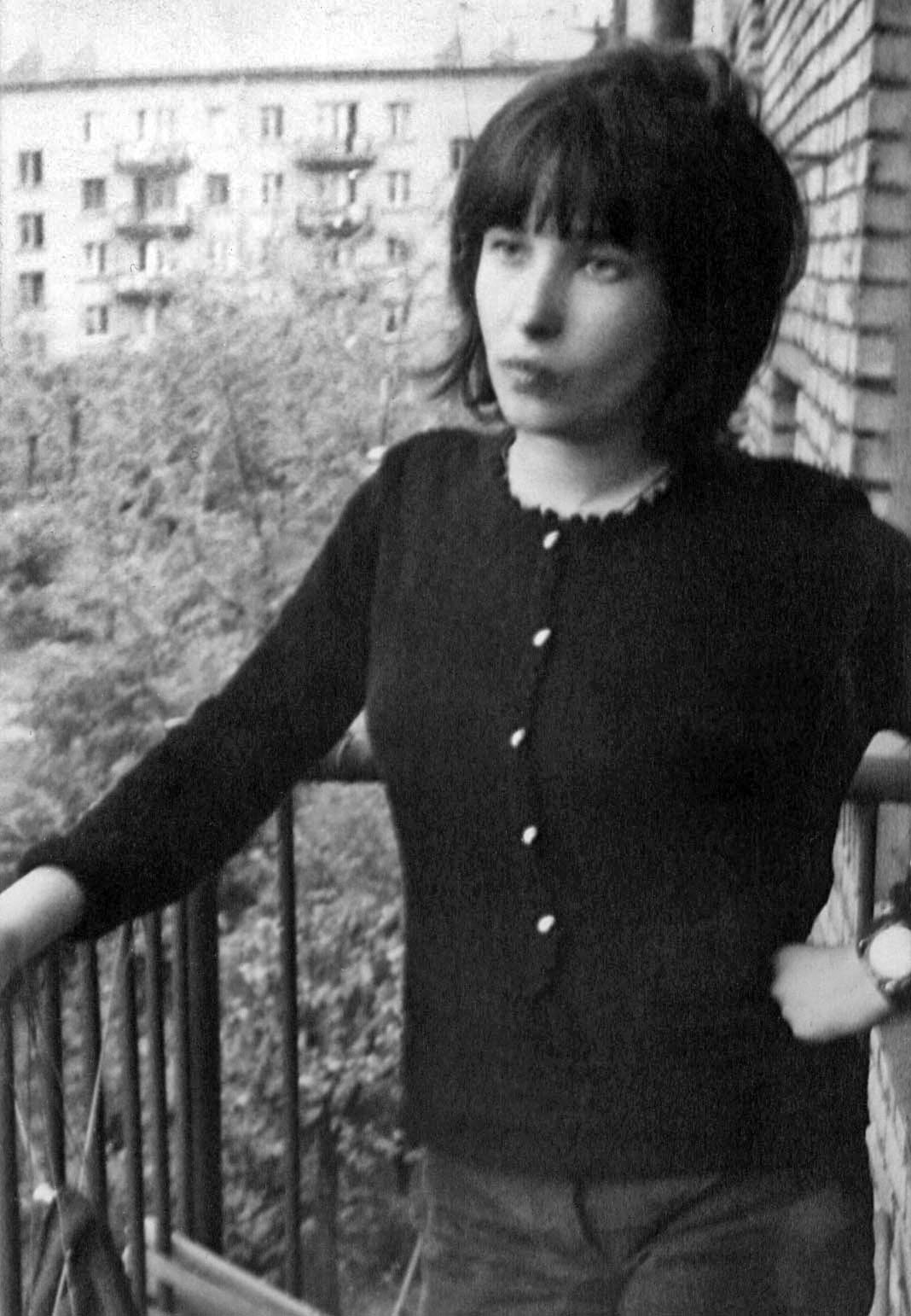
Елена Шварц

- Аронсон, Уолтер (92) — шведский бобслеист, бронзовый призёр чемпионата мира (1953)[70].
- Данлэп, Пол (90) — американский композитор кино[71].
- Мирло, Ханс ван (78) — министр иностранных дел Нидерландов (1994—1998)[72].
- Мур, Чарльз (79) — известный американский фотограф[73].
- Олсен, Мерлин (69) — американский актёр[74].
- Палотье, Лена (57) — финский генетик[75].
- Усков, Анатолий Павлович (87) — экскаваторщик, Герой Социалистического Труда.
- Холмс, Луи (99) — канадский хоккеист и тренер, тренер олимпийской сборной Канады, чемпиона зимних Олимпийских игр и чемпионата мира в Осло (1952)
- Чернов, Иван Никифорович (91) — Герой Советского Союза.
- Шварц, Елена Андреевна (61) — русская поэтесса[76].

### 12 марта

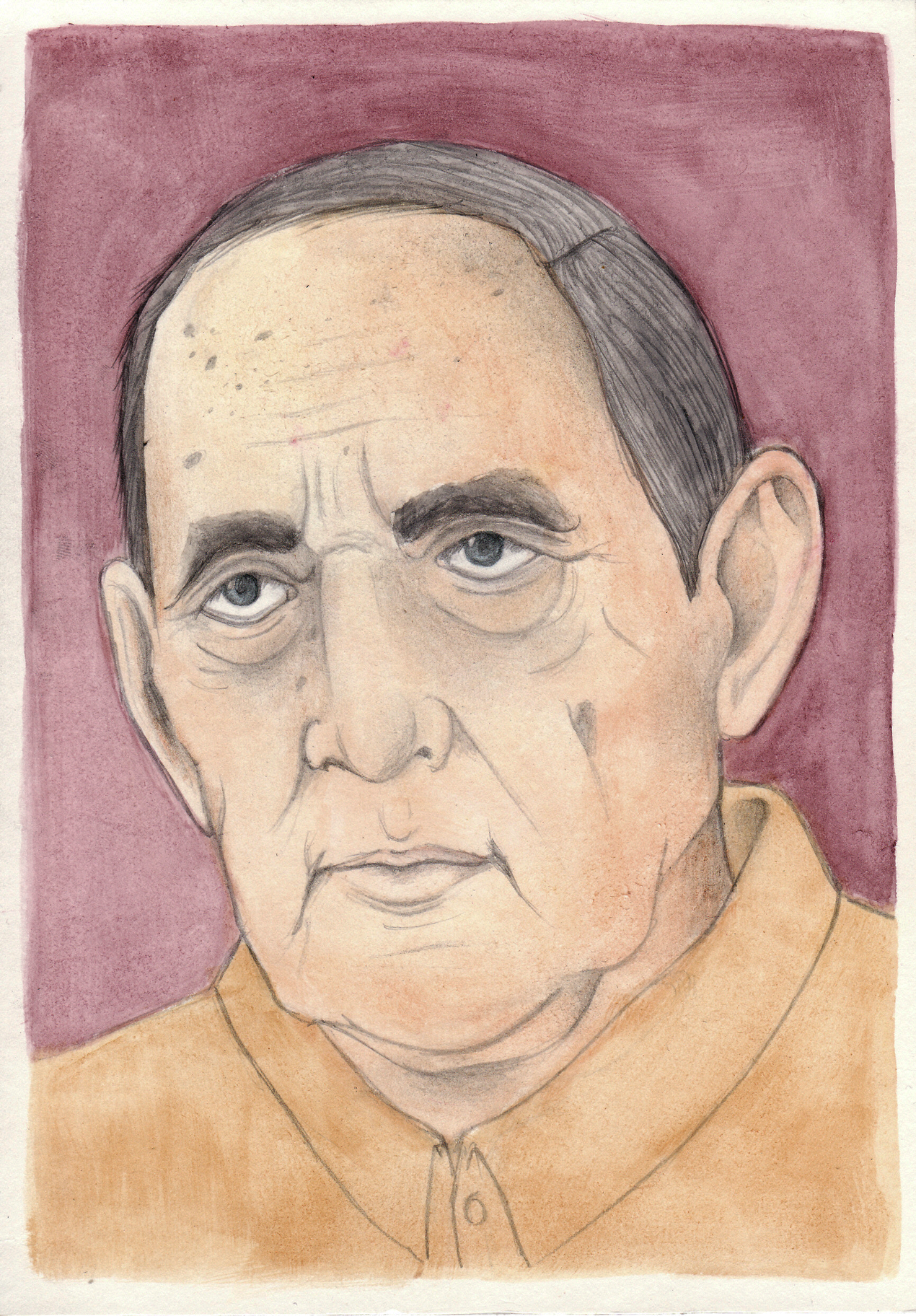
Мигель Делибес

- Булгаков, Генрих Жанович (81) — заслуженный тренер СССР по фехтованию.
- Бучюте, Эляна Нийоле (80) — литовский архитектор, доктор гуманитарных наук, профессор[77].
- Делибес, Мигель (89) — испанский прозаик, член Испанской королевской академии[78].
- Минаев, Александр Алексеевич (51) — советский и российский футболист, защитник, полузащитник, нападающий[79].
- Тарасов, Николай Никифорович (98) — председатель Государственного комитета по лёгкой промышленности, министр лёгкой промышленности СССР (1962—1985)[80].
- Хасанов, Мансур Хасанович (79) — первый президент Академии наук Республики Татарстан (1992—2006)[81].
- Эттерсли, Роберт (76) — канадский хоккеист, серебряный призёр Олимпийских игр 1960 г. в Скво-Вэлли[82].
- Югай, Борис Александрович (52) — генерал майор, бывший начальник Генерального Штаба Кыргызской Республики[83].

### 13 марта

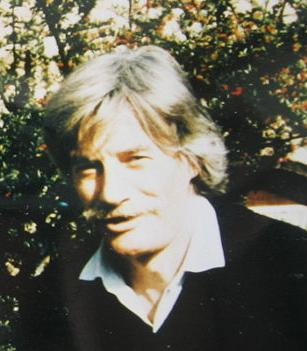
Жан Ферра

- Авакян, Эдуард Самвелович (82) — армянский писатель, поэт и переводчик [pomnipro.ru/memorypage35377/biography].
- Ферра, Жан (79) — французский певец и поэт[84].
- Хэ Пинпин (21) — самый низкорослый (рост 74,6 см) житель Земли по версии Книги рекордов Гиннесса[85].

### 14 марта

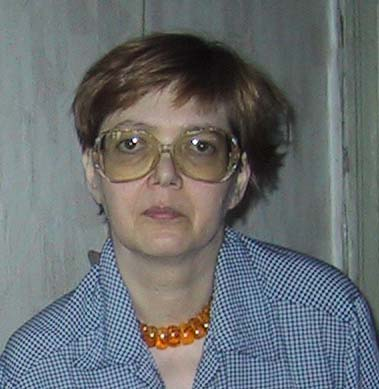
Елена Ознобкина

- Гераскина, Лия Борисовна (99) — поэт, драматург, сценарист «Аттестат зрелости», «В стране невыученных уроков». [www.kino-teatr.ru/kino/screenwriter/sov/237834/bio/]
- Грейвс, Питер (83) — американский киноактёр, лауреат премий Золотой глобус и Эмми; сердечный приступ[86].
- Вячеслав Карцовник — российский музыковед и литератор.
- Ознобкина, Елена Вячеславовна (50) — философ и правозащитник, после тяжёлой и продолжительной болезни[87]
- Сапаг, Фелипе (93) — аргентинский политик, губернатор провинции Неукен (1963—1966, 1970—1972, 1973—1976, 1983—1987, 1995—1999)[88]. Архивная копия от 22 июля 2011 на Wayback Machine
- Симпсон, Жанет (65) — британская легкоатлетка, бронзовый призёр летней Олимпиады в Токио (1964) и чемпионка Европы (1969) в эстафете 4×400 м[89].
- Уилсон, Лайл (66) — американский актёр[90].

### 15 марта
- Карцовник, Вячеслав Григорьевич (56) — учёный-музыковед. [www.forumklassika.ru/showthread.php?t=58490]
- Контаренко, Павел Андреевич (62) — бывший командующий войсками Уральского округа внутренних войск МВД России, генерал-лейтенант в отставке[91].
- Лупинская, Полина Абрамовна (88) — доктор юридических наук, заведующая кафедрой уголовно-процессуального права МГЮА имени О. Е. Кутафина[92].
- Райтсон, Патрисия (88) — австралийская детская писательница.
- Стейнберг, Дэвид (45) — американский актёр[93].

### 16 марта
- Асмолов, Роман (33) — чемпион Москвы по бодибилдингу; самоубийство[94].
- Пайчин, Ксения (32) — сербская певица, танцовщица и фотомодель; убийство[95].
- Таирова, Елена Кайратовна (18) — российская шахматистка, международный мастер[96].

### 17 марта

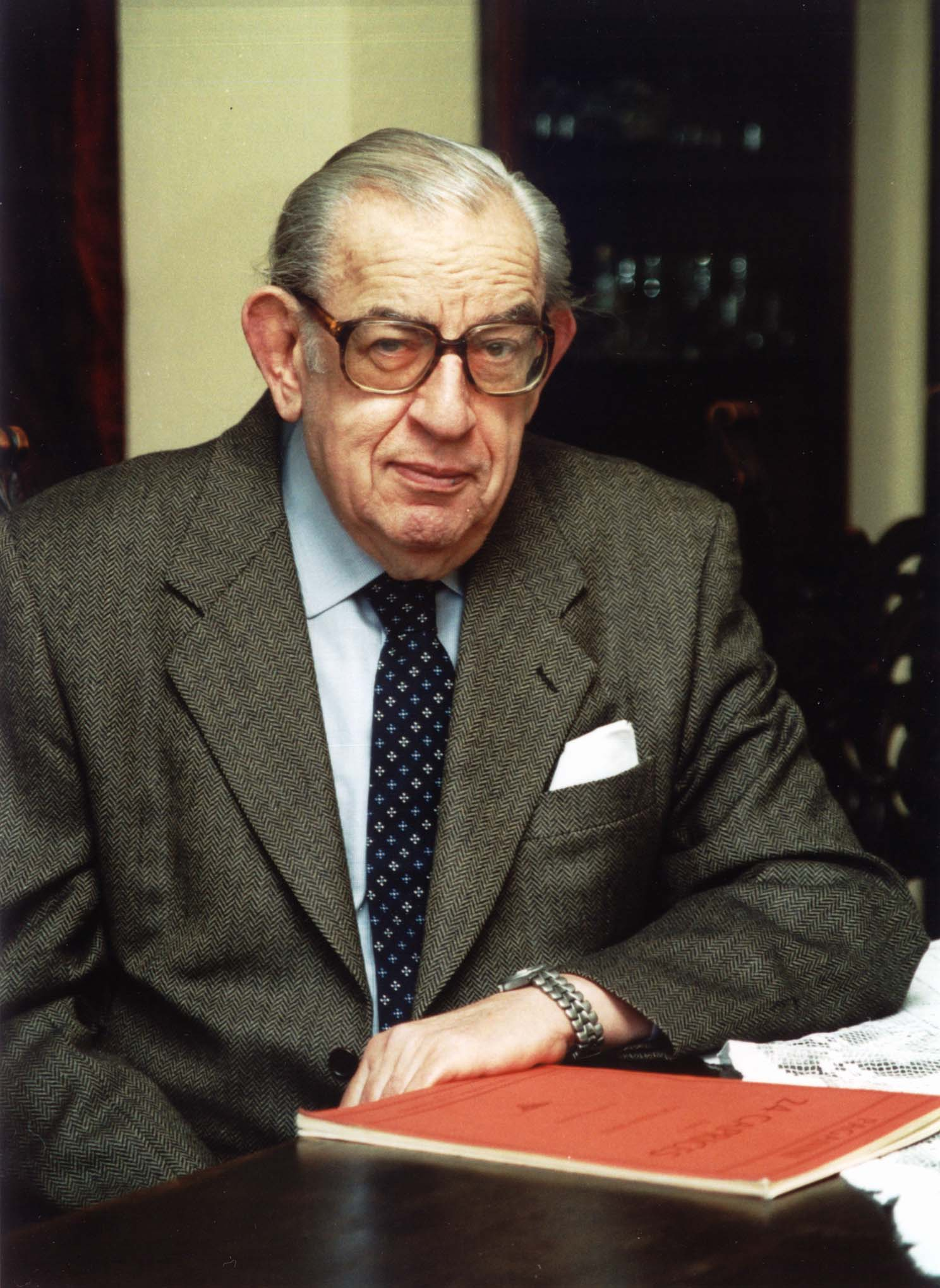
Штефан Георгиу

- Георгиу, Штефан (83) — румынский скрипач, альтист и музыкальный педагог[97].
- Коллетт, Уэйн (60) — американский легкоатлет, серебряный призёр Олимпийских игр в Мюнхене (1972) в беге на 400 м[98].
- Мирцхулава, Цотне Евгеньевич — известный грузинский и советский ученый, гидравлик, гидромелиоратор, гидротехник.
- Ратов, Владислав Игоревич (50) — советский самбист, спортивный функционер, Заслуженный мастер спорта России.
- Тюшняков, Владимир Петрович (66) — заслуженный тренер России по конькобежному спорту[99].
- Чилтон, Алекс (59) — вокалист американских групп Box Tops и Big Star[100].
- Уайт, Роберт Майкл (66) — американский военный лётчик-испытатель, генерал-майор ВВС США[101].
- Флейшман, Сид (90) — американский детский писатель[102].

### 18 марта
- Волф, Уильям (86) — британский политический деятель, лидер Шотландской национальной партии (1969—1979)[103].
- Ерёменко, Константин Викторович (39) — российский спортсмен, заслуженный мастер спорта, член Совета Федерации Федерального Собрания Российской Федерации от Воронежской области (c 2004 г.); сердечная недостаточность[104].
- Левин, Герберт (95) — американский политик, кандидат на пост Президента США (1988)
- Люкшинов, Николай Михайлович (94) — советский футбольный тренер, заслуженный тренер РСФСР (1960)[105].
- Паркер, Фесс (85) — американский киноактёр[106].
- Пак Нам Ги (77) — бывший председатель Госплана КНДР; расстрелян за провал денежной реформы[107].

### 19 марта

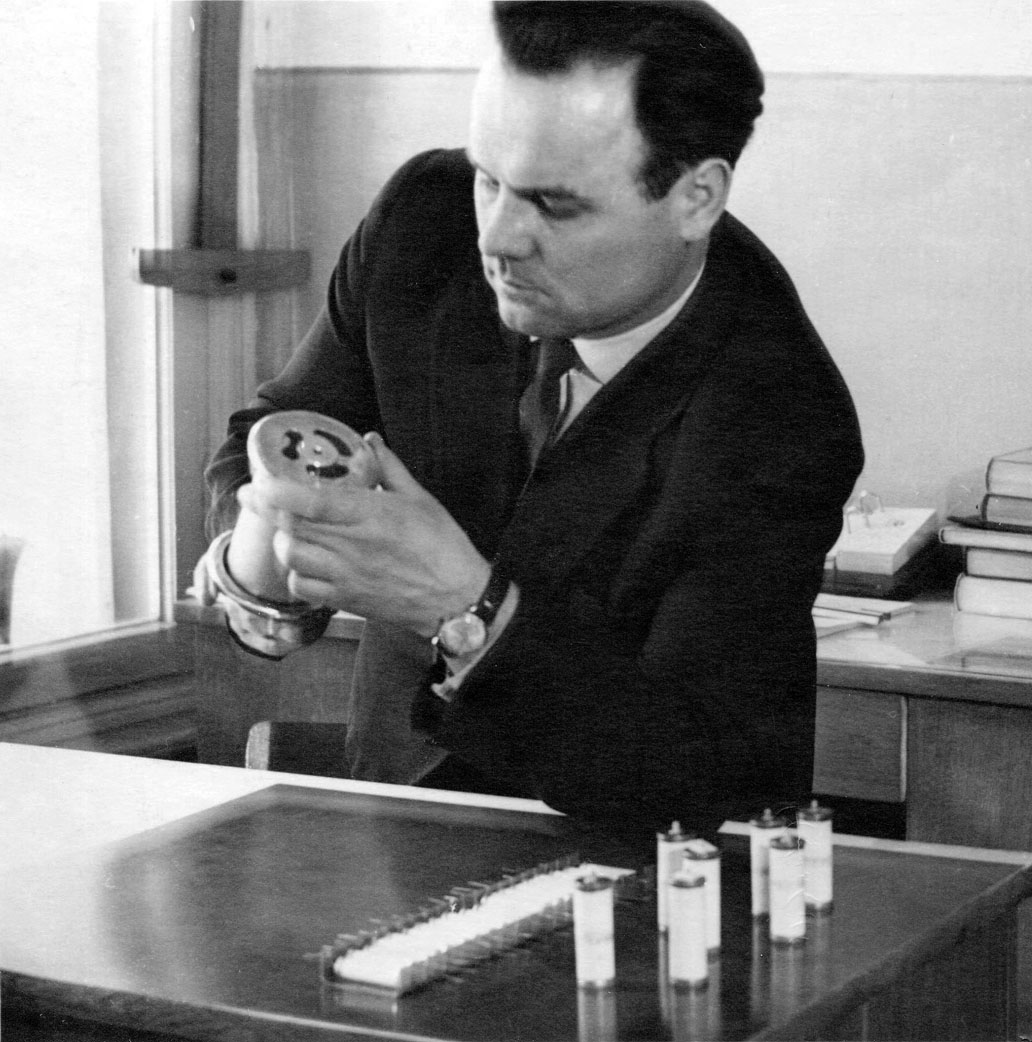
Иван Дробенко

- Драбенко, Иван Фёдорович (80) — советский и молдавский физик, доктор технических наук, профессор.

### 20 марта

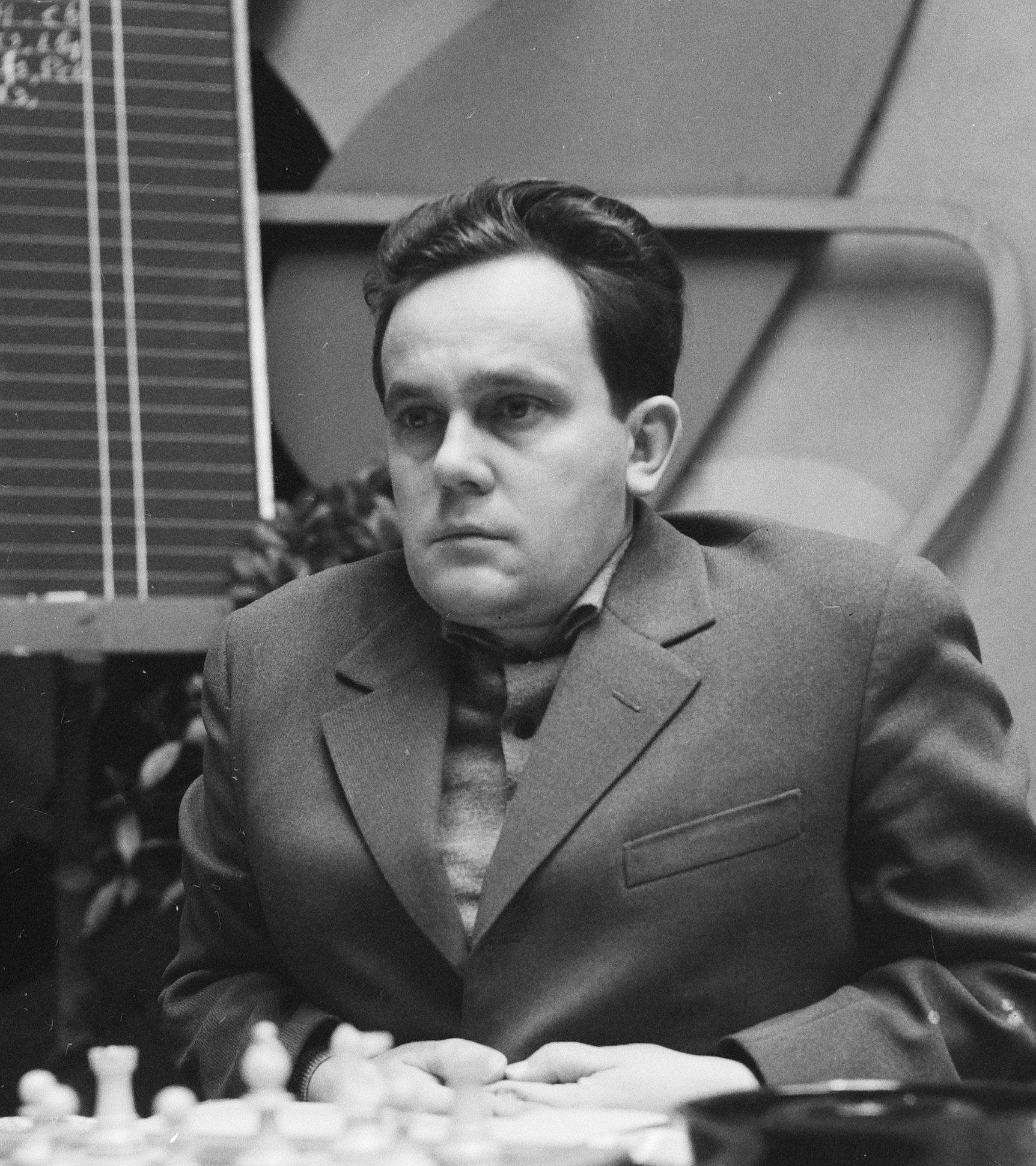
Иштван Билек

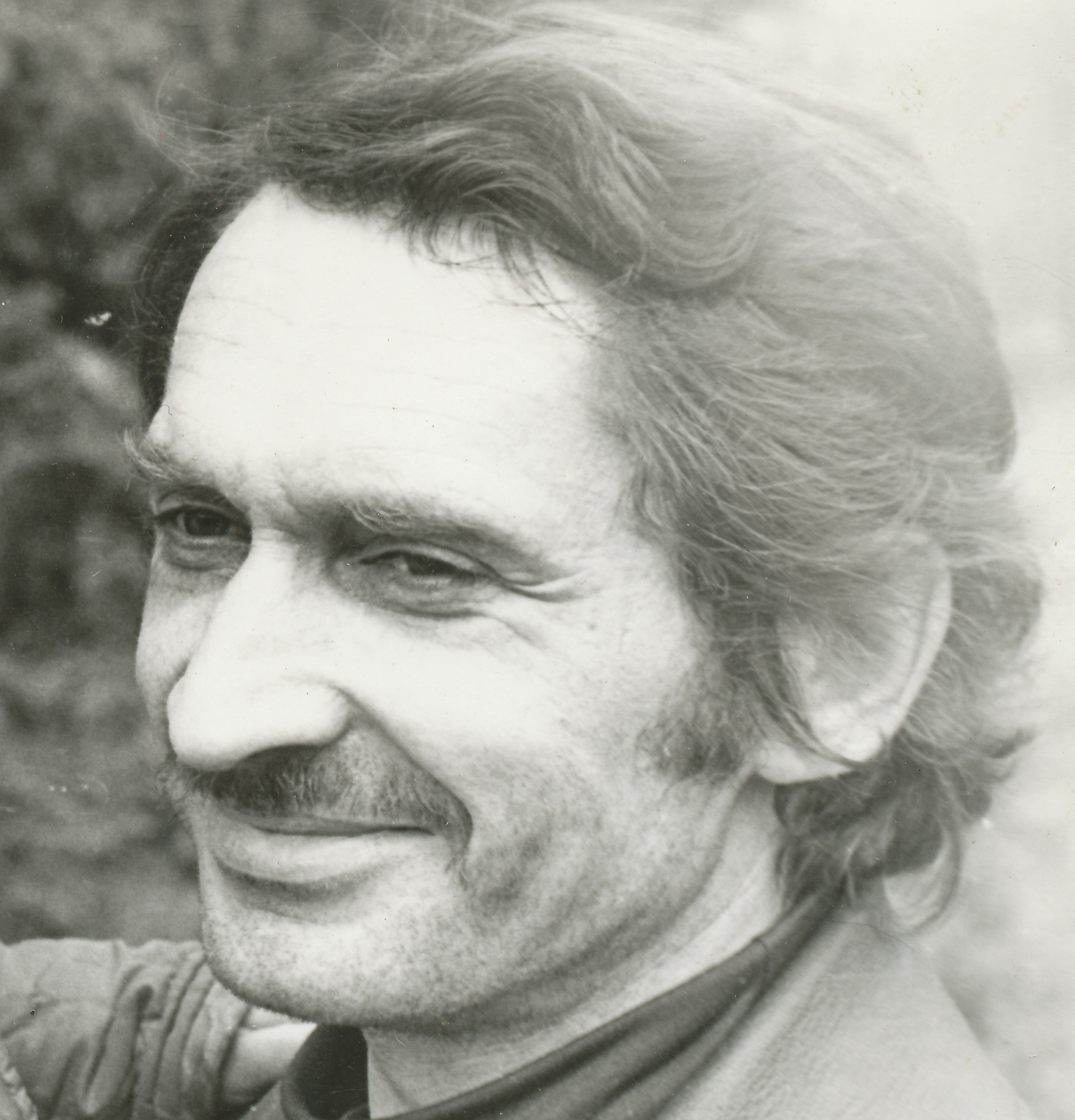
Константин Тарасов

- Билек, Иштван (77) — венгерский шахматист, международный гроссмейстер[108].
- Жуков, Юрий Аверкиевич (76) — начальник космодрома Байконур (1983—1989), генерал-лейтенант в отставке[109].
- Клэйборн, Кэри (78) — американская актриса[110].
- Коирала, Гириджа Прасад (85) — временный глава Непала (2007—2008), неоднократно премьер-министр (1991—1994, 1998—1999, 2000—2001, 2006—2008)[111].
- Криезиу, Наим (92)— албанский футболист и тренер[112].
- Милнер, Робин (76) — британский учёный в области теории вычислительных систем[113].
- Тарасов, Константин Иванович (69) — советский и белорусский писатель.
- Михаил Фарберов (70) — генеральный директор ГУП МО «Мособлэлектротранс».
- Чернышёв, Евгений Николаевич (46) — Герой России (24.03.2010, посмертно), начальник государственной службы пожаротушения по г. Москве, полковник МЧС; погиб в результате обрушения конструкций при участии в тушении пожара[114].
- Юдалл, Стюарт (90) — бывший министр внутренних дел США (1961—1969)[115].

### 21 марта
- Вагнер, Вольфганг (90) — немецкий оперный режиссёр, внук Рихарда Вагнера[116].
- Сегал, Александр Наумович (90) — советский украинский балетмейстер, с 1980 г. — главный балетмейстер Киевского театра оперетты. [www.kino-teatr.ru/kino/acter/m/sov/42816/bio/]
- Кимура, Такео (91) — японский сценарист и художник[117].
- Клавдия Павловна Фролова (1923-2010), советский и украинский литературовед и критик, профессор, театральный деятель, актриса, организатор культуры, режиссёр самодеятельного театра[118][119].

### 22 марта

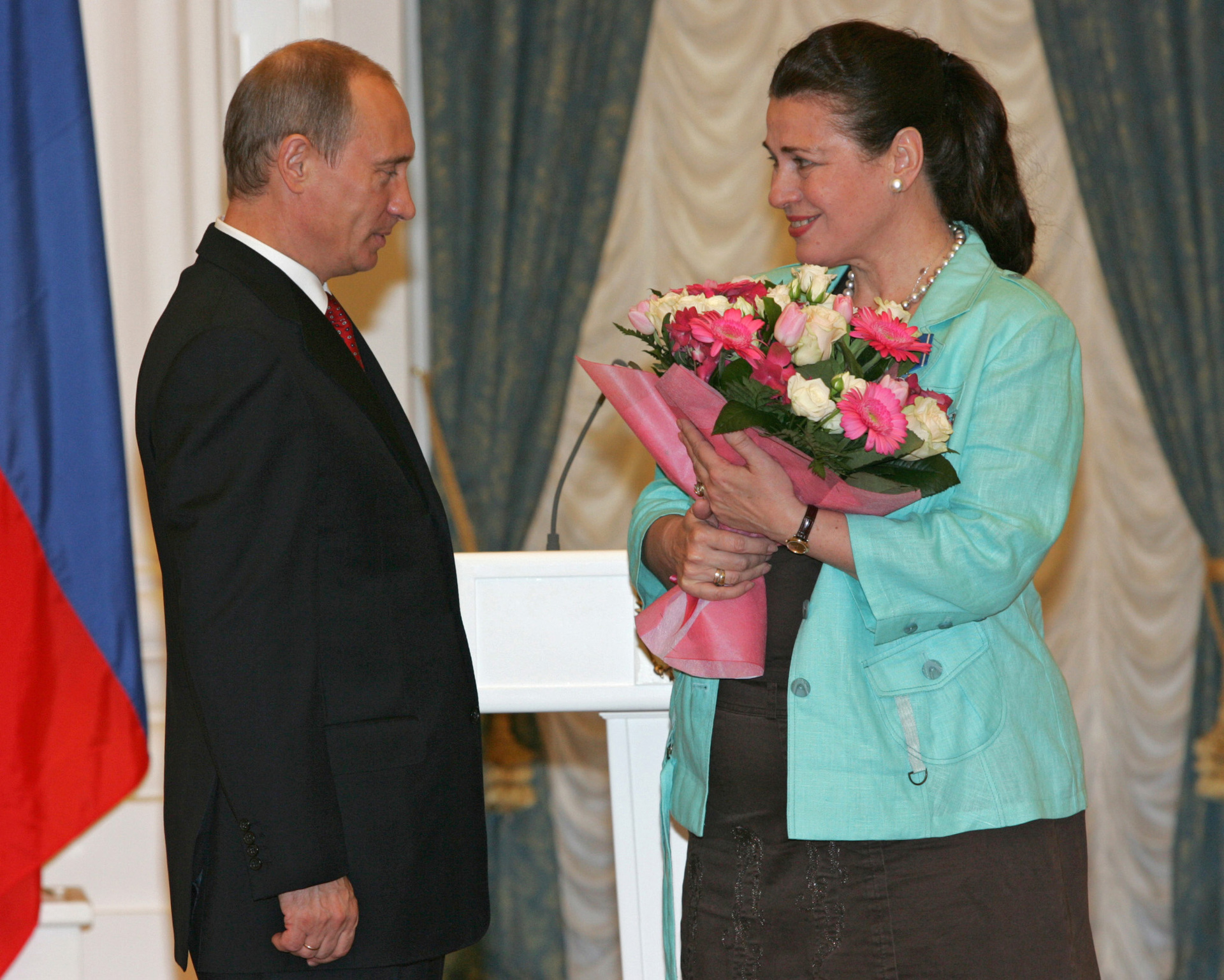
Валентина Толкунова

- Блэк, Джеймс (85) — шотландский фармаколог, лауреат Нобелевской премии по физиологии и медицине 1988 года[120]. Архивная копия от 29 февраля 2012 на Wayback Machine
- Морозов, Иван Александрович (90) — Герой Советского Союза.
- Субботин, Александр Михайлович (85) — главный редактор газет «Труд» (1963—1980), «Московский комсомолец» (1951—1958), «Московская правда»[121].
- Толкунова, Валентина Васильевна (63) — советская и российская певица, народная артистка РСФСР (1987); рак[122].
- Шульц, Эмиль (71) — западногерманский боксёр, серебряный призёр Олимпиады в Токио (1964)[123].

### 23 марта
- Дауд, Сулейман (77) — малайзийский политический деятель. министр (1981—1999)[124].
- Демченко, Михаил Иванович (62) — народный артист России, заведующий кафедрой сольного пения Московского государственного университета культуры и искусств[125].
- Джураев, Акрам Ахматович (67) — учёный в области ядерной физики и использования её достижений в народном хозяйстве.
- Масиас, Мануэль Тельо (74) — министр иностранных дел Мексики (1994)[126].
- Масьеро, Лауретта (80) — итальянская актриса[127].
- Нагасава, Джиро (78) — японский пловец, пятикратный рекордсмен мира в плавании стилем Баттерфляй (1945—1956)[128].
- Полунин, Михаил Степанович (86) — художник кино. [www.kino-teatr.ru/kino/painter/sov/257352/bio/]
- Рёнккёнен, Вейо — финский скульптор
- Щербакова, Галина Николаевна (77) — советская, российская писательница и сценарист. [www.kino-teatr.ru/kino/screenwriter/sov/20654/bio/]

### 24 марта
- Астемиров, Анзор Эльдарович (33) — лидер ваххабитского подполья Кабардино-Балкарии; убит[129].
- Калп, Роберт (79) — американский киноактёр; несчастный случай[130].
- Маршалл, Джим (74) — американский музыкальный фотограф[131].
- Маэстро, Джонни (70) — американский рок-исполнитель, Johnny Maestro and The Brooklyn Bridge[132].
- Парк, Дафна (88) — британская разведчица, работавшая и в СССР[133].
- Ракова, Марина Адольфовна (88) — российская артистка, мастер художественного слова[134].
- Рогозин, Олег Константинович (80) — советский организатор оборонной промышленности, профессор, генерал-лейтенант в отставке, заместитель начальника службы вооружения Министерства обороны СССР (до 1989 года), отец Дмитрия Рогозина[135]
- Романюк, Сергей Васильевич (52) ― прокурор Ленинградской области[136].

### 25 марта

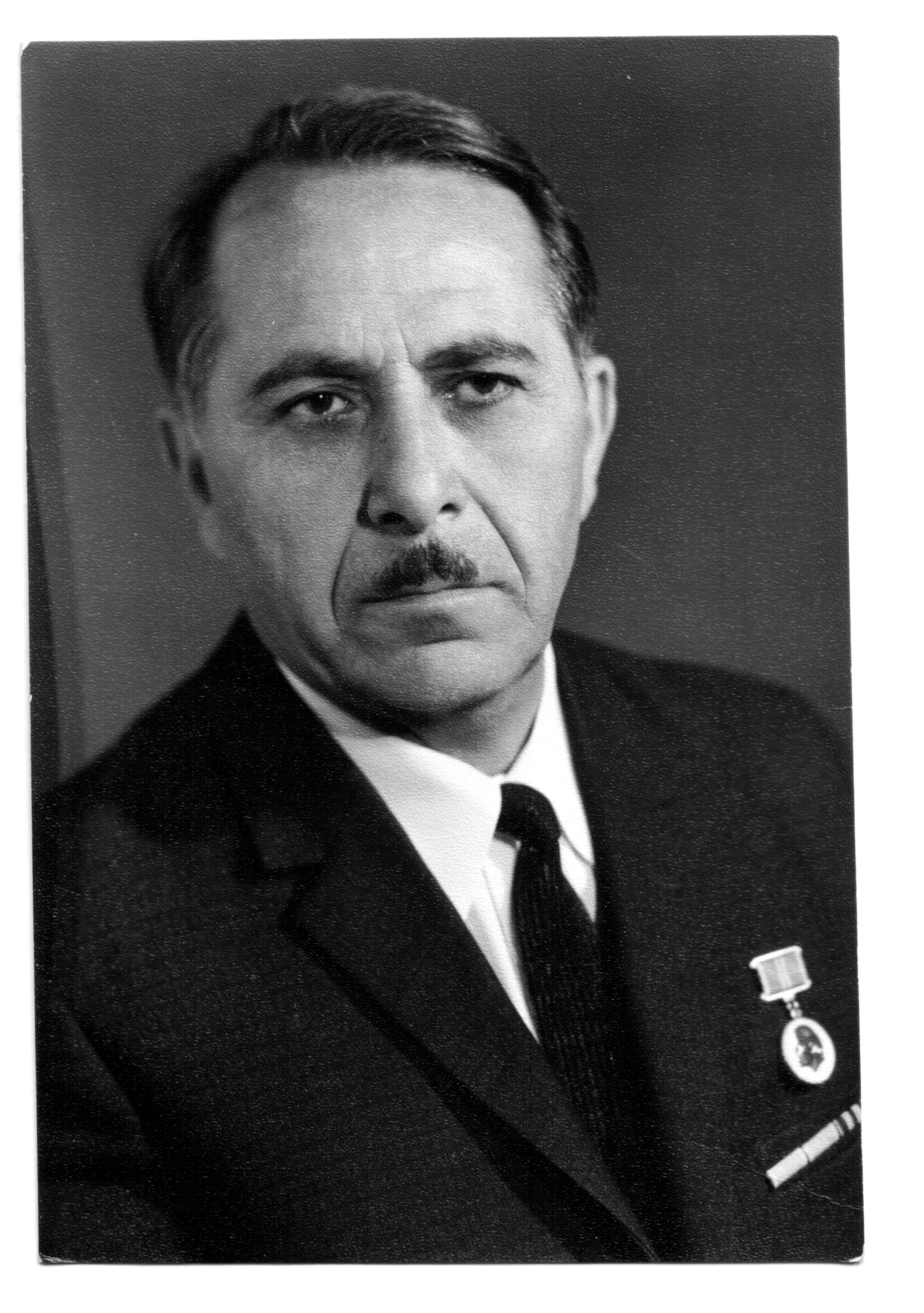
Сурен Кочарян

- Банг-Хансен, Поль (72) ― норвежский актёр, сценарист и режиссёр[137].
- Гаскойн, Сидни Чарльз Бартоломью (94) — австралийский астроном.
- Горчев, Дмитрий Анатольевич (46) — российский прозаик, художник, иллюстратор; обширное внутреннее кровоизлияние[138].
- Збандут Наталья Амирановна (63) — советский украинский кинорежиссёр («Клоун», «Сказки старого волшебника»). [www.kino-teatr.ru/kino/director/post/40752/bio/]
- Кочарян, Сурен Гарникович (89) — заслуженный деятель искусств Украины.
- МакГарр, Джон (45) — американский актёр[139].
- Ноэль-Нойман, Элизабет (93) — известный немецкий социолог и политолог[140].

### 26 марта
- шейх Ахмед бен Зайд ан-Нахайян (41) — один из богатейших людей арабского мира, брат президента ОАЭ. Руководитель одного из крупнейших в мире инвестиционных фондов «Абу-Даби инвестмент». Погиб в Марокко, разбившись на частном параплане[141].
- Железнов, Юрий Дмитриевич (75) — ректор Московского государственного института стали и сплавов (1986—1992)[142].

### 27 марта

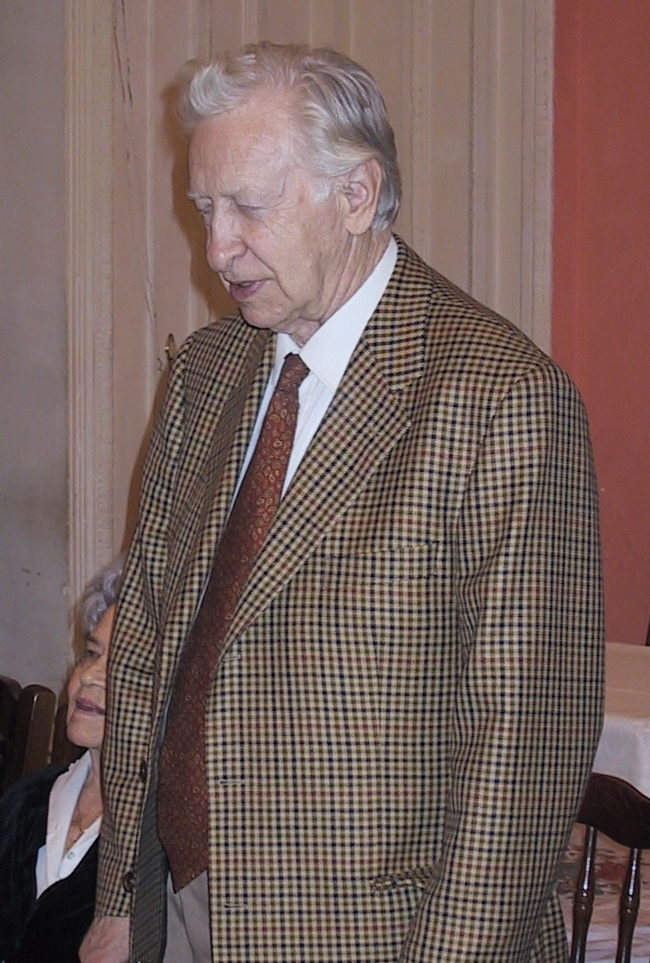
Василий Смыслов

- Гут, Збигнев (60) — польский футболист, олимпийский чемпион Игр в Мюнхене (1972)[143].
- Смыслов, Василий Васильевич (89) — советский шахматист, гроссмейстер, седьмой чемпион мира (1957—1958); сердечно-сосудистая недостаточность[144].
- Хербольцхаймер, Петер (74) — немецкий джазовый музыкант[145].

### 28 марта

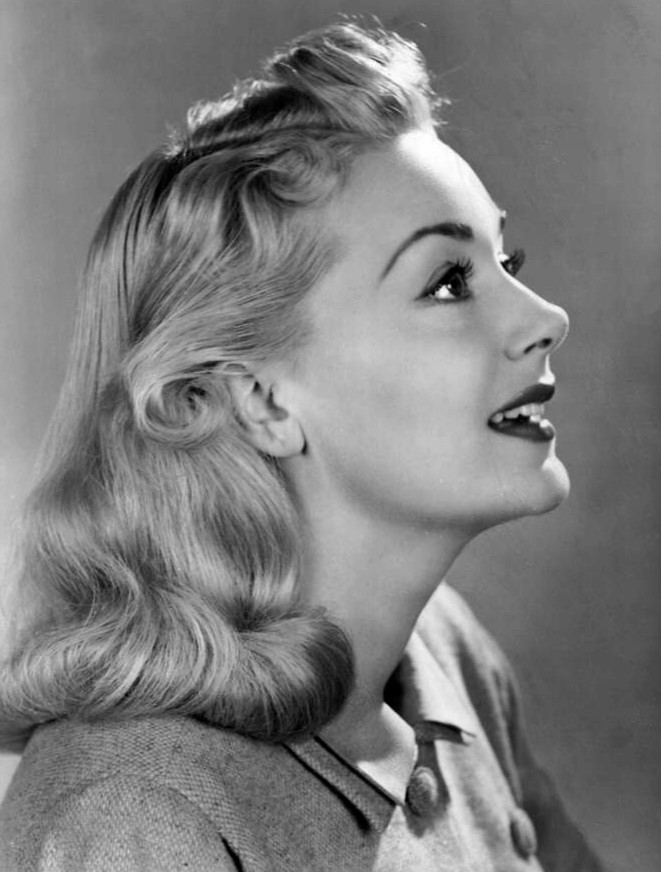
Джун Хэвок

- Джун Хэвок (97) — американская актриса, танцовщица, сценарист и театральный режиссёр. [www.kino-teatr.ru/kino/acter/hollywood/268942/bio/]
- Эллис, Херб (88) — американский джазовый гитарист[146].

### 29 марта
- Илья Богдеско (86) — молдавский советский график, народный художник СССР.
- Гинькут, Виктор Витальевич (43) — капитан 1 ранга, командир береговой базы ЧФ; погиб во время терактов в Московском метро[147].
- Дакмин, Жан (86) — французский актёр («Двойной поворот ключа»). [www.kino-teatr.ru/kino/acter/euro/113614/works/]
- Идлис, Григорий Моисеевич (81) — советский и российский астроном.
- Косиков, Георгий Константинович (65) — доктор филологических наук, профессор, заведующий кафедрой истории зарубежной литературы филологического факультета МГУ[148].
- Косма, Марсель (99) — французский спортсмен (академическая гребля), бронзовый призёр Олимпийских игр 1936.
- Лангхаут, Йенне (91) — голландский спортсмен, бронзовый призёр летних Олимпийских игр в Лондоне (1948) по хоккею на траве[149]. Архивная копия от 30 января 2012 на Wayback Machine
- Меннинг, Сэм (85) — американский актёр[150].
- Молоков, Вячеслав Михайлович (55) — заслуженный артист России, актёр театра им. Ермоловой. [www.kino-teatr.ru/kino/acter/m/ros/6026/bio/]

### 30 марта

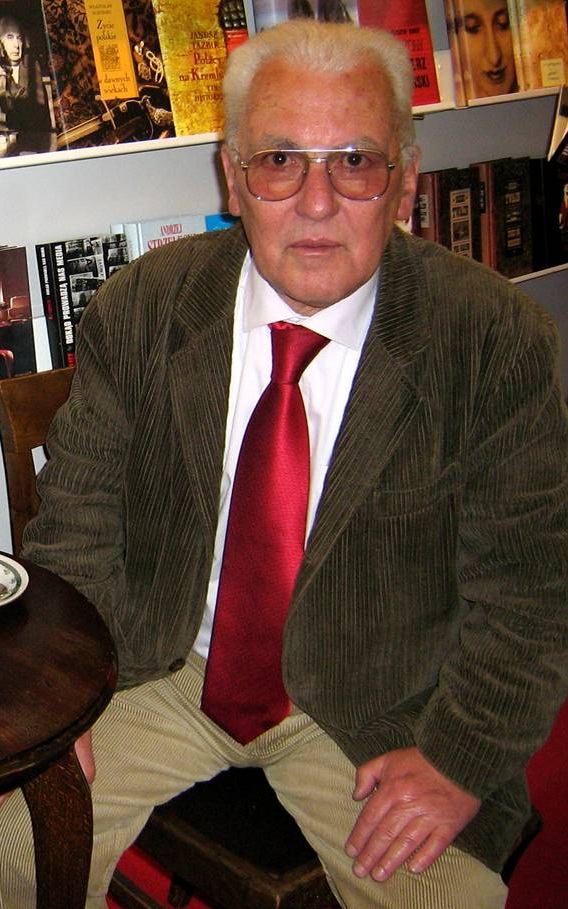
Теодор Теплиц

- Вонг, Джадин (96) — американская актриса[151].
- Джеппсон, Моррис (87) — американский офицер, участник бомбардировки Хиросимы на Enola Gay[152].
- Зандбергер, Мартин (98) — германский нацистский военный преступник[153].
- Миллс, Дэвид Юджин (48) — американский телевизионный сценарист, обладатель премии Эмми; аневризма сосудов головного мозга[154].
- Теплиц, Кшиштоф Теодор (77) — польский фельетонист, публицист, кинокритик, сценарист, политический деятель[155].

### 31 марта

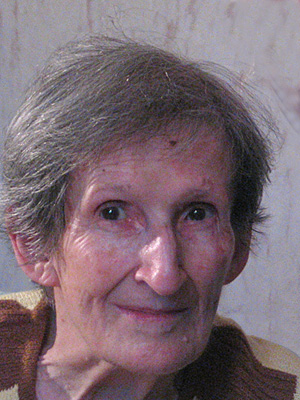
Раиса Облонская

- Арнольд, Марсела (92) — французская актриса. [www.kino-teatr.ru/kino/acter/w/euro/169395/bio/]
- Доутов, Мирлан Бекбоевич (24) — киргизский поп-певец (сценический псевдоним Микаэль), телеведущий и шоумен; убийство[156].
- Мартин, Людвиг (100) — Генеральный прокурор Германии (ФРГ) (1963—1964)
- Миллс, Ширли (83) — американская актриса[157].
- Облонская, Раиса Ефимовна (86) — русская писательница, переводчица с английского языка, член Союза писателей СССР (1964)[158].